# Transcription du russe en français
Il existe de nombreuses manières d'effectuer une romanisation de l'alphabet cyrillique russe vers le français ou plus généralement vers l'alphabet latin. Il faut cependant distinguer la transcription et la translittération. Si la translittération est une méthode stricte et normalisée qui consiste à substituer à chaque graphème d'un système d'écriture un graphème ou un groupe de graphèmes d'un autre système, indépendamment de la prononciation, la transcription, moins formelle et propre à chaque langue, essaie généralement de traduire le plus fidèlement possible la phonétique originale dans la langue de destination. Ainsi, par exemple, le compositeur russe Шостакович est transcrit en français Chostakovitch mais également Schostakowitsch en allemand, Shostakovich en anglais, Xostakovitx en basque, Sosztakovics en hongrois, Szostakowicz en polonais, Șostakovici en roumain, Sjostakovitj en suédois, Šostakovič en tchèque, Šostakovitš en estonien ou encore Şostakoviç en turc, respectant ainsi les règles de prononciation de chaque langue.

## Transcription conventionnelle du russe en français
La transcription du russe en français est une transcription phonétique lettre à lettre, donnant pour chaque caractère russe un équivalent en français (à l'exception notamment du signe mou ь). Certaines exceptions subsistent, notamment pour garder la proximité d'écriture (par exemple entre les « e » russe et français, comme dans le cas des politiciens russes Gorbatchev ou Eltsine), plutôt que de retranscrire les lettres phonétiquement (voir exemples dans le tableau ci-dessous).
Il existe cependant des noms transcrits et popularisés avant que l'usage actuel soit fixé. On peut ainsi trouver le nom du compositeur russe Рахма́нинов transcrit sous la forme ancienne Rachmaninoff ou encore Rachmaninov alors que la transcription normalisée serait Rakhmaninov. De même, les prénoms des monarques de Russie, des personnalités ou d'écrivains du passé sont traduits, comme il est d'usage dans les autres langues et non pas transcrits. Ainsi, Николай I devient Nicolas Ier et non pas Nikolaï Ier. Joseph Staline, Léon Tolstoï ou encore Léon Trotski ont également leur prénom traduit, imposé par l'usage. De plus, les noms d'origine étrangère sont traditionnellement retranscrits selon la langue d'origine (ainsi le cinéaste soviétique Эйзенштейн se transcrit Eisenstein et non Eïzenchteïn).
Depuis que la Russie a adopté, au milieu des années 1990, la transcription des noms russes sur les passeports selon la phonétique anglaise en remplacement de la phonétique française (traditionnelle depuis l'époque tsariste), il est de coutume d'adopter dans les médias francophones cette forme anglaise (c'est généralement le cas des sportifs, par exemple : la joueuse de tennis Svetlana Kuznetsova au lieu de Svetlana Kouznetsova).
En orthographe française, le son [e~ɛ] se note par un accent aigu ou grave sur la lettre e (Léningrad, Léonid), sauf si cette lettre est suivie d'une consonne double ou deux sons consonne (Perm, Alekseï). Néanmoins, une grande tolérance est actuellement observée, et l'on trouvera également Iénisseï et Ienisseï, Kémérovo et Kemerovo.

### Tableau
Ci-après le tableau comprenant les lettres russes et françaises ainsi que les divers cas, exemples et variantes :
| Lettre russe | Lettre ou combinaison française | Cas                                                                              | Exemple(s)                                      | Variante(s)  |
| ------------ | ------------------------------- | -------------------------------------------------------------------------------- | ----------------------------------------------- | ------------ |
| А, а         | a                               | tous les cas                                                                     | Владимир → Vladimir                             |              |
| Б, б         | b                               | tous les cas                                                                     | Борис → Boris                                   |              |
| В, в         | v                               | tous les cas                                                                     | Смирнов → Smirnov                               | w, ff        |
| Г, г         | gu                              | avant un e, un и ou un ы                                                         | Сергей → Sergueï Георгий → Gueorgui             | gh           |
| Г, г         | g                               | tous les autres cas                                                              | Новгород → Novgorod                             |              |
| Д, д         | d                               | tous les cas                                                                     | Менделеев → Mendeleïev                          |              |
| Е, е         | e                               | après une consonne                                                               | Чехов → Tchekhov                                | é            |
| Е, е         | e                               | après un и ou un й                                                               | Дмитриев → Dmitriev                             | é            |
| Е, е         | e                               | au début du mot, s'il s'agit d'une convention admise                             | Ельцин → Eltsine (par convention admise)        | é            |
| Е, е         | ïe                              | après une voyelle autre que и ou й                                               | Дудаев → Doudaïev                               | ïé           |
| Е, е         | ie                              | au début du mot                                                                  | Екатеринбург → Iekaterinbourg                   | ié, é, e     |
| Е, е         | ie                              | après ь ou ъ                                                                     | Васильев → Vassiliev                            | ié, é, e     |
| Е, е         | ie                              | s'il s'agit d'une convention admise                                              | Тургенев → Tourgueniev (par convention admise)  | ié, é, e     |
| Ё, ё         | io                              | tous les cas                                                                     | Пётр → Piotr Королёв → Koroliov                 | ë            |
| Ё, ё         | e                               | s'il s'agit d'une convention admise                                              | Горбачёв → Gorbatchev (par convention admise)   |              |
| Ж, ж         | j                               | tous les cas                                                                     | Нижний → Nijni                                  | g            |
| З, з         | z                               | tous les cas                                                                     | Казимир → Kazimir                               | s            |
| И, и         | ï                               | après une voyelle autre que и                                                    | Михаил → Mikhaïl                                |              |
| И, и         | i                               | tous les autres cas                                                              | Мир → Mir                                       |              |
| Й, й         | non transcrit                   | mots finissant par ий                                                            | Достоевский → Dostoïevski                       |              |
| Й, й         | non transcrit                   | mots finissant par ый                                                            | Грозный → Grozny                                |              |
| Й, й         | ï                               | tous les autres cas                                                              | Алексей → Alekseï Андрей → Andreï               |              |
| К, к         | k                               | tous les cas                                                                     | Александр → Aleksandr Калининград → Kaliningrad |              |
| Л, л         | l                               | tous les cas                                                                     | Малевич → Malevitch                             |              |
| М, м         | m                               | tous les cas                                                                     | Дума → Douma                                    |              |
| Н, н         | ne                              | en fin de mot après un и ou un ы                                                 | Гагарин → Gagarine Солженицын → Soljenitsyne    |              |
| Н, н         | n                               | tous les autres cas                                                              | Магадан → Magadan Байконур → Baïkonour          |              |
| О, о         | o                               | tous les cas                                                                     | Волга → Volga                                   |              |
| П, п         | p                               | tous les cas                                                                     | Спутник → Spoutnik                              |              |
| Р, р         | r                               | tous les cas                                                                     | Самара → Samara                                 |              |
| С, с         | ss                              | entre deux voyelles                                                              | Новосибирск → Novossibirsk                      | ç, c         |
| С, с         | s                               | tous les autres cas                                                              | Курск → Koursk                                  |              |
| Т, т         | t                               | tous les cas                                                                     | Владивосток → Vladivostok                       |              |
| У, у         | ou                              | tous les cas                                                                     | Ульянов → Oulianov                              | u après а, о |
| У, у         | u                               | s'il s'agit d'une convention admise                                              | Туполев → Tupolev (par convention admise)       |              |
| Ф, ф         | f                               | tous les cas                                                                     | Прокофьев → Prokofiev                           |              |
| Х, х         | kh                              | tous les cas                                                                     | Михаил → Mikhaïl Хабаровск → Khabarovsk         | h            |
| Ц, ц         | ts                              | tous les cas                                                                     | Цветаева → Tsvetaïeva                           | tz           |
| Ч, ч         | tch                             | tous les cas                                                                     | Черненко → Tchernenko                           |              |
| Ш, ш         | ch                              | tous les cas                                                                     | Пушкин → Pouchkine                              |              |
| Щ, щ         | chtch                           | tous les cas                                                                     | Щедрин → Chtchedrine                            |              |
| Ъ, ъ         | non transcrit                   | Il est possible de trouver ce caractère transcrit sous la forme d'une apostrophe |                                                 |              |
| Ы, ы         | y                               | tous les cas                                                                     | Черномырдин → Tchernomyrdine                    | ui           |
| Ь, ь         | non transcrit                   | Il est possible de trouver ce caractère transcrit sous la forme d'une apostrophe | Область → Oblast'                               |              |
| Э, э         | e                               | tous les cas                                                                     | Элиста → Elista                                 | é            |
| Ю, ю         | ou                              | après un и ou un й                                                               | Биюлин → Biouline                               |              |
| Ю, ю         | ïou                             | après une voyelle autre que и ou й                                               | Нефтеюганск → Nefteïougansk                     | u            |
| Ю, ю         | iou                             | tous les autres cas                                                              | Юрий → Iouri                                    |              |
| Ю, ю         | you                             | s'il s'agit d'une convention admise                                              | Союз → Soyouz (par convention admise)           |              |
| Я, я         | a                               | après un и ou un й                                                               | Мария → Maria Майя → Maïa                       |              |
| Я, я         | ïa                              | après une voyelle autre que и ou й                                               | Маяковский → Maïakovski                         |              |
| Я, я         | ia                              | tous les autres cas                                                              | Ярославль → Iaroslavl                           |              |
| Я, я         | ya                              | s'il s'agit d'une convention admise                                              | Ялта → Yalta (par convention admise)            |              |